# Fausti (Entertainer)

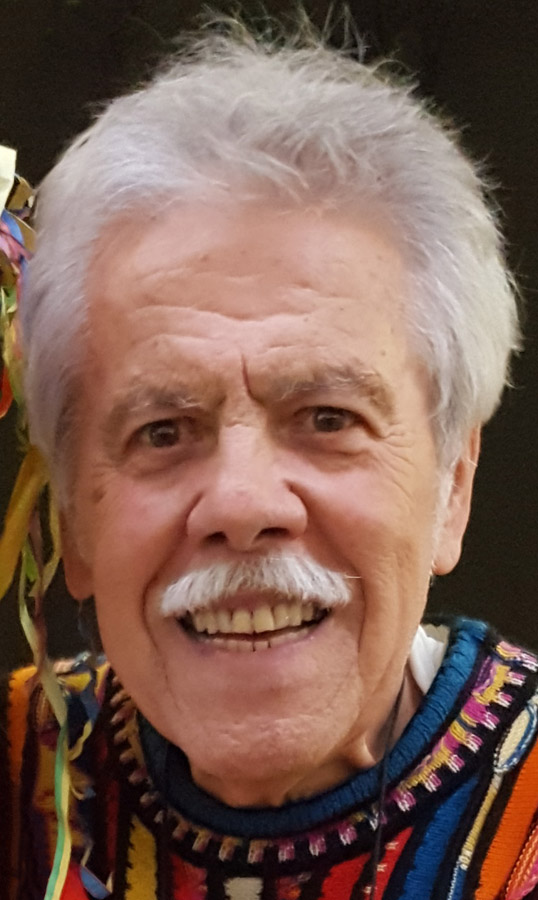
Fausti

Fausti (* 24. Juli 1940 in Luxemburg; † 20. Februar 2021 ebenda; bürgerlich Faustino Cima) war ein luxemburgischer Entertainer.

## Leben
Fausti lernte als Kind Solfège, Geige und Klarinette, im Alter von zwölf Jahren kamen Harmonika, Gitarre und Schlagzeug hinzu. Mit 15 Jahren wurde er Berufsmusiker und trat mit dem Tango-Spezialisten Rico Tuxillo in Lugano auf. Seitdem wurde er von damals populären Orchesterchefs wie Jempi Kemmer und Jean Roderes als Sänger oder Schlagzeuger engagiert. Zeitweilig war er bei den Luxembourg Singers dabei. Er tourte durch die Schweiz, Belgien, Deutschland, die Niederlande und Luxemburg, davon vier Jahre mit einer eigenen Band.
Als Udo Jürgens 1966 beim Grand Prix Eurovision de la Chanson mit Merci Chérie den ersten Platz holte, saß Fausti im großen Begleitorchester am Schlagzeug. Mit einer deutschsprachigen Parodie auf Chris Andrews’ Hit Pretty Belinda wurde Fausti 1969 in Deutschland bekannt. Dieser Schlager mit den Schlusszeilen Ich kann doch nicht schwimmen, oh Pretty Belinda. Das Schlauchboot ist undicht, genau wie die Kinder war seine erste Schallplatte. Am Grand Prix RTL International nahm er im Jahr 1971 teil. 1973 brachte er eine weitere deutschsprachige Platte heraus, bei der die B-Seite Ich bin ’ne kleine Maus mehr Erfolg hatte als die A-Seite, welche eine Parodie auf den Hot-Butter-Hit Popcorn darstellte. Seine erste Platte auf Luxemburgisch erschien erst 1983. Es war Fuesparty mam Fausti.
Fausti starb im Alter von 80 Jahren am 20. Februar 2021.

## Songs (Auswahl)
Weitere seiner bekannten Lieder sind:
- Gigi l’amoroso
- Zwou Bulle Mokka
- Mademoiselle Ninette
- Das arme Mädchen von Seite 1
- Popcorn essen ist gesund